# 福岡県道715号湯辺田瀬高線
福岡県道715号湯辺田瀬高線（ふくおかけんどう715ごう ゆべたせたかせん）は、福岡県八女市からみやま市に至る一般県道である。

## 概要
八女市黒木町湯辺田からみやま市瀬高町長田に至る。ほぼ矢部川の南側を平行するコースである。以前は八女市立花町谷川から八女市立花町丸野間が歩行者専用道路に指定されていたが、2017年（平成29年）3月31日に指定が解除された。なお、この歩行者専用道路区間を迂回するバイパスが2010年（平成22年）4月10日に開通している。

### 路線データ
- 起点：福岡県八女市黒木町湯辺田（国道442号交点）
- 終点：福岡県みやま市瀬高町長田（長田交差点、国道209号交点）

## 歴史
- 2010年（平成22年）4月10日 - 八女市立花町谷川から八女市立花町丸野の歩行者専用道路区間を迂回するバイパスが開通[2]
- 2017年（平成29年）3月31日 - 福岡県告示第239号により、歩行者専用道路に指定されている旧道の県道指定が解除される[1]。

## 路線状況

### 重複区間
- 国道3号・国道325号（八女市立花町谷川・働く女性の家交差点 - 八女市立花町山崎）

### 道路施設

#### 橋梁
- 田形橋（唐谷川、八女市）
- 山下橋（白木川、八女市）

## 地理

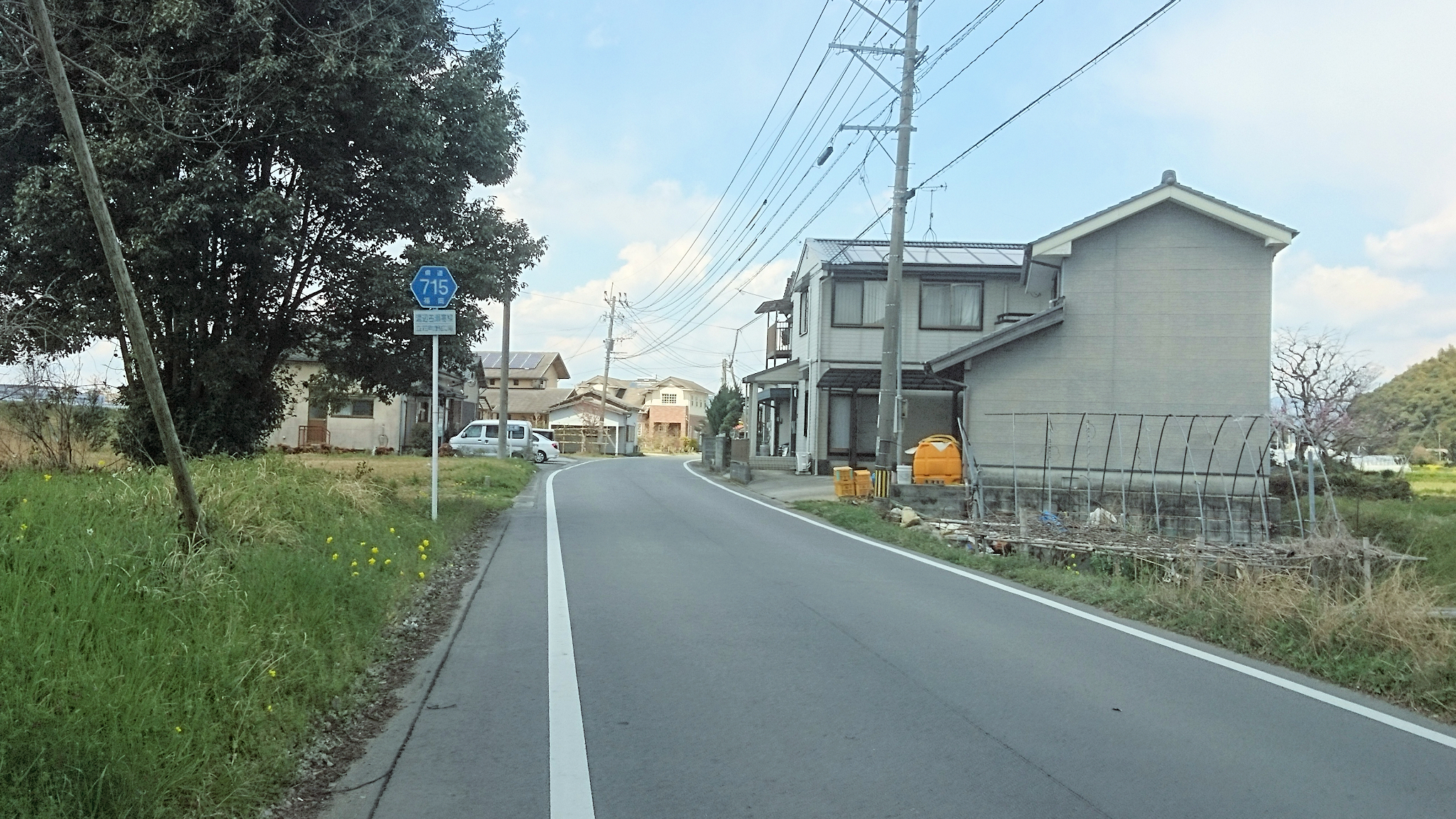
八女市立花町野広尾

### 通過する自治体
- 八女市
- みやま市

### 交差する道路
| 交差する道路                                               | 市町村名 | 交差する場所 | 交差する場所       |
| ---------------------------------------------------------- | -------- | ------------ | ------------------ |
| 国道442号 福岡県道・大分県道・熊本県道115号八女小国線 重複 | 八女市   | 黒木町湯辺田 | 起点               |
| 福岡県道82号久留米立花線                                   | 八女市   | 立花町谷川   |                    |
| 国道3号 重複区間起点 国道325号 重複区間起点                | 八女市   | 立花町谷川   | 働く女性の家交差点 |
| 国道3号 重複区間終点 国道325号 重複区間終点                | 八女市   | 立花町山崎   |                    |
| 熊本県道・福岡県道4号玉名八女線                            | 八女市   | 立花町北山   |                    |
| 福岡県道713号唐尾広川線                                    | みやま市 | 瀬高町唐尾   |                    |
| 国道209号                                                  | みやま市 | 瀬高町長田   | 長田交差点 / 終点  |

### 沿線
- 矢部川
- 八女市立立花中学校
- 八女市立立花小学校
- 八女市役所 立花支所
- 立花町体育館
- 辺春川
- 千間土居公園